# Liste des gouverneurs du Milanais
Le Gouverneur du Milanais gouverne le duché de Milan en tant que représentant du roi d'Espagne (1535-1706) puis de l'archiduc d'Autriche (1706-1796) et (1799-1800). Le premier gouverneur est nommé après la mort du dernier duc de la Maison des Sforza, Francesco II Sforza.

## Espagne
Au cours de la période espagnole, le gouverneur est nommé par le Conseil d'Italie qui est présidée par le roi, sur proposition du Conseil d'Italie, pour trois années . En prenant ses fonctions il reçoit le serment de la ville de Milan et des seigneurs du duché. Il reçoit un salaire de 24 000 ducats par an.
Le gouverneur a des pouvoirs typiques d'un chef d’État, bien qu'étant dépendant du roi d'Espagne. Présidé le Conseil général du 60 colons (l'organe le plus important de la ville de Milan). Il a le pouvoir juridique, de gracier et de nommer aux plus hautes fonctions de l'État (directement si nommé pour deux années, sur proposition au Conseil d'Italie pour ceux de plus longue durée ou à vie).
1. Antonio de Leiva, prince de Áscoli (1535-1536).
2. Marino Caracciolo, cardinal (1536-1537).
3. Alfonso de Ávalos, marquis del Vasto (1538-1546).
4. Ferdinand Ier de Guastalla, prince de Molfetta (1546-1553).
5. Inca Garcilaso de la Vega (1554-1555) (intérim).
6. Ferdinand Alvare de Tolède, duc d'Albe (juin 1555-décembre 1556).
7. Cristoforo Madruzzo, évêque de Trente (décembre 1556-août 1557)
8. Juan de Figueroa (août 1557-1558) (intérim).
9. Gonzalo Fernández de Córdoba y Fernández de Córdoba, duc de Sessa (1558-décembre 1559).
10. Francisco Fernández de Ávalos, marquis de Pescara (1560-1561).
11. Gonzalo Fernández de Córdoba y Fernández de Córdoba, duc de Sessa (septembre 1561-janvier 1564).
12. Gabriel de la Cueva, duc d'Albuquerque (1564-1571).
13. Álvaro de Sande (intérim) (1571-1572).
14. Luis de Zúñiga y Requesens (1572-1573).
15. Antonio de Guzmán y Zúñiga, marquis de Ayamonte (1573-1580).
16. Sancho de Guevara y Padilla, (intérim) (1580-1583).
17. Carlos de Aragón, duc de Terranova (1583-1592).
18. Juan Fernández de Velasco y Tovar, (1592-1595), connétable de Castille (1re fois).
19. Pedro de Padilla, (intérim) (1595).
20. Juan Fernández de Velasco y Tovar, (1595-1600) connétable de Castille (2e fois).
21. Pedro Enríquez de Acevedo, comte de Fuentes (1600-1610).
22. Juan Fernández de Velasco (fils), (1610-1612).
23. Juan de Mendoza (en), marquis de la Hinojosa (1612-1615).
24. Pierre Alvarez de Tolède, marquis de Villafranca (1615-1618).
25. Gomez Suarez de Figueroa y Cordoba, duc de Feria et marquis de Villalba (1618-1625).
26. Gonzalo Fernández de Córdoba, prince de Maratra (1626-1629).
27. Ambrosio Spinola Doria, marquis de los Balbases (1629-1630).
28. Álvaro de Bazán, marquis de Santa Cruz (1630-1631).
29. Gómez Suárez y Córdoba, duc de Feria (1631-1633).
30. Ferdinand d'Espagne, dit le Cardinal-Infant (1633-1634).
31. Gil de Albornoz, Cardinal (1634-1635).
32. Diego Mexía Felípez de Guzmán, marquis de Leganés (1635-1641).
33. Fernando Afán de Ribera y Enríquez, duc de Alcalá, gouverneur par intérim pour cause d'absence en 1636.
34. Juan Velasco de la Cueva, comte de Siruela (par intérim), (1641-1643).
35. Antonio Sancho Dávila, marquis de Velada (1643-1646).
36. Bernardino Fernández de Velasco y Tovar (es), duc de Frías (1646-1648).
37. Luis de Benavides Carrillo, marquis de Caracena (1648-1656).
38. Alonso Pérez de Vivero, comte de Fuensaldaña (1656-1660).
39. Francesco Caetani, duc de Sermoneta (1660-1662).
40. Luis Guzmán Ponce de León, (1662-1668).
41. Francisco de Orozco, marquis de Mortara (1668).
42. Pablo Spinola Doria, marquis de los Balbases (1668-1670).
43. Gaspar Téllez-Girón, duc de Osuna (1670-1674).
44. Claude-Lamoral Ier de Ligne, prince de Ligne (1674-1678).
45. Juan Enríquez de Cabrera, comte de Melgar (1678-1686).
46. Antonio López de Ayala Velasco, comte de Fuensalida (1686-1691).
47. Diego Mexía Felípez de Guzmán, marquis de Leganés (1691-1698).
48. Charles-Henri de Lorraine-Vaudémont[1] 1698-1706.

Milan tombe aux mains de l'armée autrichienne le 26 septembre 1706 pendant la guerre de Succession d'Espagne. La souveraineté autrichienne est confirmée par le Traité d'Utrecht en 1713.

## Autriche
1. Prince Eugène de Savoie-Carignan, (1706-1716).
2. Prince Maximilian Karl von Löwenstein-Wertheim, (1717-1719).
3. Comte Girolamo Colloredo, (1719-1725).
4. Comte Wirich de Daun, (1725-1734).
5. Occupation Sarde, (1734-1736).
6. Comte Otto Ferdinand von Traun, (1736-1743).
7. Prince Johann Georg Christian von Lobkowitz, (1743-1745).
8. Occupation espagnole, (1745-1746).
9. Gian Luca Pallavicini, (1745-1747).
10. Comte Ferdinand Bonaventura von Harrach, (1747-1750).
11. Gian Luca Pallavicini, (1750-1754).
12. Archiduc Pierre-Léopold de Habsbourg-Lorraine, (1754-1763), sous l'administration de François III de Modène, duc de Modène.
13. Archiduc Ferdinand de Habsbourg-Lorraine, (1763-1796), sous l'administration de François III de Modène, duc de Modène jusqu'à son mariage en 1771 avec Marie-Béatrice d'Este.
14. République transpadane, (1796-1797).
15. République cisalpine, (1797-1799).
16. Comte Luigi Cocastelli, (1799-1800).

Les Autrichiens abandonnent Milan après la bataille de Marengo et le duché est incorporé à la République cisalpine.